# Nippori
Nippori (japanisch 日暮里町 Nippori-machi, deutsch ‚Stadt Nippori‘, englisch Nippori Town/Town of Nippori) war bis 1932 eine Stadt (-machi) im Landkreis (-gun) „Nord-“/Kita-Toshima der japanischen Präfektur (damals -fu, heute -to) Tokio. 1932 wurde sie bei den „Groß-Tokio“-Eingemeindungen Teil der kreisfreien Stadt (-shi) Tokio und darin dem neuen -ku (damals Stadtbezirk, heute „Sonderbezirk“ mit Stadtstatus) Arakawa zugeschlagen. Ihr Stadtgebiet entspricht dem Großteil der heutigen Stadtteile „West-“/Nishi-Nippori (西日暮里) und „Ost-“/Higashi-Nippori (東日暮里) von Arakawa im Norden Tokios.

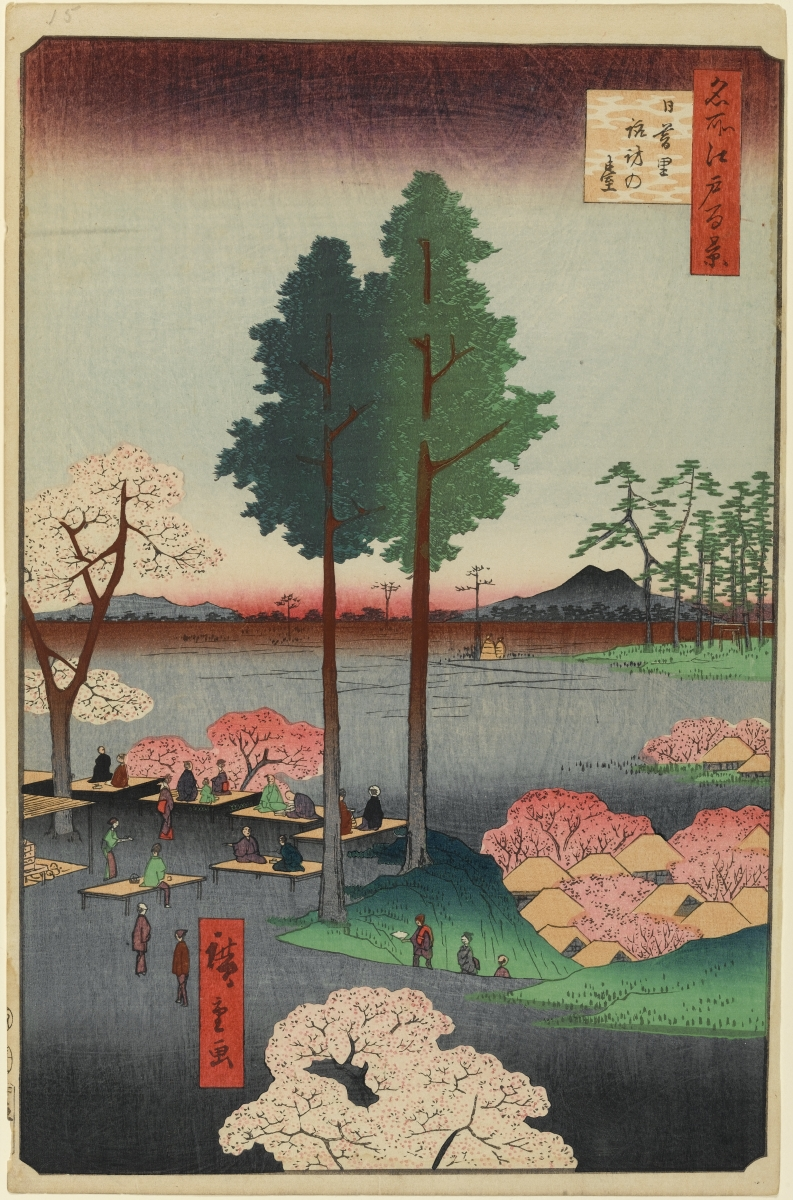
Nippori Suwa no dai (日暮里諏訪の台) aus den 100 berühmten Ansichten von Edo von Utagawa Hiroshige

Als moderne Gemeinde vereinigte 1889 das Dorf Nippori (日暮里村 Nippori-mura) die frühmodernen Dörfer Nippori, Yanaka-hon[mura] (etwa „Haupt-[dorf] Yanaka“) und einen Teil von Kanasugi, die zu den drei gleichnamigen Ortsteilen (ōaza) der modernen Gemeinde wurden. Zur Stadt wurde sie 1913.